# Monte Mário
Monte Mário és una localitat de São Tomé i Príncipe. Es troba al districte de Caué, al sud-oest de l'illa de São Tomé. La seva població és de 196 (2008 est.). Limita al sud-oest amb Dona Augusta, al sud amb Novo Brasil, a l'est amb Santa Josefina, al nord-est amb Vila Malanza i Porto Alegre, i a l'oest amb la badia de Praia Grande. A tota la part meridional de l'illa i del districte la llengua principal és el crioll portuguès anomenat angolar, mentre que a la resta de l'illa parlen el crioll forro.

## Evolució de la població
| 2001 | 2008 |
| 173  | 196  |